# Мусашино
Мусашино е град в префектура Токио, Япония. Населението му е 147 607 жители (по приблизителна оценка от октомври 2018 г.), а площта му e 10,73 км2. Намира се в часова зона UTC+9. Основан е през 1947 г. Бивш побратимен град на Мусашино е град Лъбък (Тексас, САЩ).